# Zale lunatoides
Zale lunatoides là một loài bướm đêm trong họ Erebidae.